# 国际碳行动伙伴关系
国际碳行动伙伴关系（英語：International Carbon Action Partnership）是2007年成立的国际合作论坛，由超过15名政府代表共同发起，汇集了已经实施或计划实施排放交易体系(ETS) 的各州和次国家司法管辖区。时任加州州长阿诺·施瓦辛格在国际碳行动伙伴关系成立仪式上表示：
“这种前所未有的伙伴关系将为清洁技术投资和经济增长提供更多激励，同时不会让污染者摆脱困境。这将有助于我们重建星球健康。” 
葡萄牙总理若泽·苏格拉底进一步补充说，启动国际碳行动伙伴关系是为了加入世界各地的碳市场，从而在应对气候变化方面取得更大的成功。 国际碳行动伙伴关系包括来自欧盟排放交易体系(EU ETS)、西方气候倡议(WCI)、区域温室气体倡议(RGGI)、澳大利亚、新西兰、挪威和东京都政府的成员。日本和乌克兰作为观察员。 成员辖区分享最佳实践并讨论排放权交易设计要素，以期建立一个运作良好的全球碳市场。  国际碳行动伙伴关系工作背后的基本原理是，将碳限额和贸易体系联系起来将带来经济、社会和环境效益。  

## 组织结构
国际碳行动伙伴关系是致力于总量控制与交易体系的政府和公共机构的开放论坛。 全体会议和指导委员会作为国际碳行动伙伴关系的主要机构。日常工作由位于德国柏林的 国际碳行动伙伴关秘书处在国际碳行动伙伴关系联合主席的指导下提供支持。 

## 目标
- 分享最佳实践并互相学习碳排放交易体系的经验
- 帮助政策制定者认识到排放权交易设计兼容性问题以及早期建立排放权交易的机会
- 促进未来可能的交易程序链接
- 强调总量控制与交易作为有效气候政策应对措施的关键作用
- 建立并加强政府间的伙伴关系。 [8]

## 活动
国际碳行动伙伴关系的工作重点关注三大支柱：技术对话、排放权交易知识共享和能力建设活动。

### 技术对话
国际碳行动伙伴关系技术对话中讨论的相关主题包括链接排放权交易、分配方法、 MRV 、碳补偿和碳泄漏等。该工作流程下的活动将来自国际碳行动伙伴关系管辖区的代表与国际和当地专家聚集在一起，分享他们在技术问题上的专业知识，并讨论促进全球碳市场发展的措施。 

### 排放权交易知识共享
国际碳行动伙伴关系作为知识共享中心，传播有关现有和计划中的排放权交易的知识，以及排放权交易的一般优势和设计方面的知识。为了满足全球对可靠、详细的排放交易信息日益增长的需求，国际碳行动伙伴关系开发了交互式国际碳行动伙伴关系排放权交易地图，该地图提供了现有排放权交易的最新情况。 此外，“国际碳行动伙伴关系现状报告：全球排放交易” 提供了所有现有和计划中的 排放权交的情况说明书，并包含信息图表，以便轻松比较系统。政策制定者和碳市场专家还分享了他们对建立和运行碳排放交易体系的关键里程碑的见解。此外，国际碳行动伙伴关系还在联合国气候变化会议上举办研讨会和会外活动。 

### 能力建设
自2009年以来，国际碳行动伙伴关系还积极参与新兴国家和发展中国家的能力建设，为新兴国家和发展中国家的参与者培训有关设计和实施碳限额和交易体系的技术问题。截至2015年2月，国际碳行动伙伴关系校友社区包括了来自39个国家的317名课程参与者。 

## 现有成员
截至2023年10月，国际碳行动伙伴关系拥有34名正式会员和7名观察员。 

### 欧洲
丹麦、欧盟委员会、法国、德国、希腊、爱尔兰、意大利、荷兰、挪威、葡萄牙、西班牙、英国、瑞士、瑞典

### 北美
• 区域温室气体倡议成员(RGGI) （页面存档备份，存于）
缅因州、马里兰州、马萨诸塞州、纽约州、佛蒙特州
•西部气候倡议成员 (WCI)
不列颠哥伦比亚省、加利福尼亚州、马尼托巴省、安大略省、魁北克省
• 其他北美司法管辖区
亚利桑那州、新泽西州、新墨西哥州、俄勒冈州、华盛顿州、新斯科舍省

### 亚太地区
澳大利亚、新西兰、东京都

### 观察员
加拿大、日本、哈萨克斯坦、韩国、乌克兰、墨西哥、新加坡

## 国际碳行动伙伴关系现状报告
国际碳行动伙伴关系的年度报告《全球排放交易：现状报告》 强调了排放交易在全球范围内的传播。该报告展示了排放交易的多样性和灵活性，其中 17 个系统在地理范围、经济状况和能源结构方面差异很大的司法管辖区运行。
- 2022 年状况报告 （页面存档备份，存于）
- 2021 年状况报告 （页面存档备份，存于）
- 2020 年状况报告 （页面存档备份，存于）
- 2019年状况报告 （页面存档备份，存于）
- 2018年状况报告 （页面存档备份，存于）
- 2017年状况报告
- 2016年状况报告
- 2015年状况报告 （页面存档备份，存于）
- 2014 年状况报告[]